# Kuri (Estland)
Kuri is een plaats in de Estlandse gemeente Hiiumaa, provincie Hiiumaa. De plaats heeft de status van dorp (Estisch: küla).
Tot in oktober 2017 behoorde Kuri tot de gemeente Pühalepa. In die maand werd de fusiegemeente Hiiumaa gevormd, waarin Pühalepa opging.

## Bevolking
Het dorp had 39 inwoners op 31 december 2011 en 38 inwoners op 31 december 2021.

## Ligging
De plaats ligt aan de noordkant van de Hellamaabaai. De onbewoonde eilandjes Rambirahu (2 hectare), Uuemererahu (14 hectare) en Kadakalaid (24 hectare) horen bij het dorp. Langs de zuidwestgrens van het dorp loopt de Tugimaantee 80, de secundaire weg van Heltermaa via Kärdla naar Luidja. 

## Geschiedenis
Kuri werd voor het eerst genoemd in 1609 onder de naam Kuris Cornelius, een boerderij op het landgoed Großenhof (Suuremõisa). In 1688 stond de plaats bekend onder verschillende namen, waaronder Kuriskylla. Die naam (kylla is een nevenvorm van het Estische küla, ‘dorp’) wijst erop dat ze inmiddels een dorp was geworden. In 1798 werd ze Kurri genoemd.
De orthodoxe kerk van Kuri (Estisch: Kristuse Taevaminemise kirik, ‘Kerk van de Hemelvaart van Christus’) is gebouwd in de jaren 1888-1891, in een tijd dat veel Esten overstapten naar de Russisch-Orthodoxe Kerk. In de jaren 1885-1887 waren dat er binnen de parochie van Pühalepa alleen al 1023. In de jaren daarna gingen veel bekeerlingen weer terug naar de lutherse kerk. Inmiddels is de orthodoxie vrijwel verdwenen van Hiiumaa. Alleen de orthodoxe kerk van Kuriste is nog in bedrijf. De kerk van Kuri kreeg een koepel en een klokkentoren. Ze sloot haar deuren in 1952 en is sindsdien vervallen tot een ruïne. In 1994 moest de klokkentoren grotendeels worden gesloopt wegens instortingsgevaar.
Tegelijk met de kerk werd ook een orthodoxe parochieschool gebouwd, ontworpen door dezelfde architecten, I.Dmitrijevski en P. Knüpffer. De school verkeert in een betere staat dan de kerk en is sinds 2000 in gebruik bij een non-profitinstelling.
Ook het plaatselijke kerkhof is orthodox. De eigenaar is de Estische Apostolisch-Orthodoxe Kerk.

## Foto's

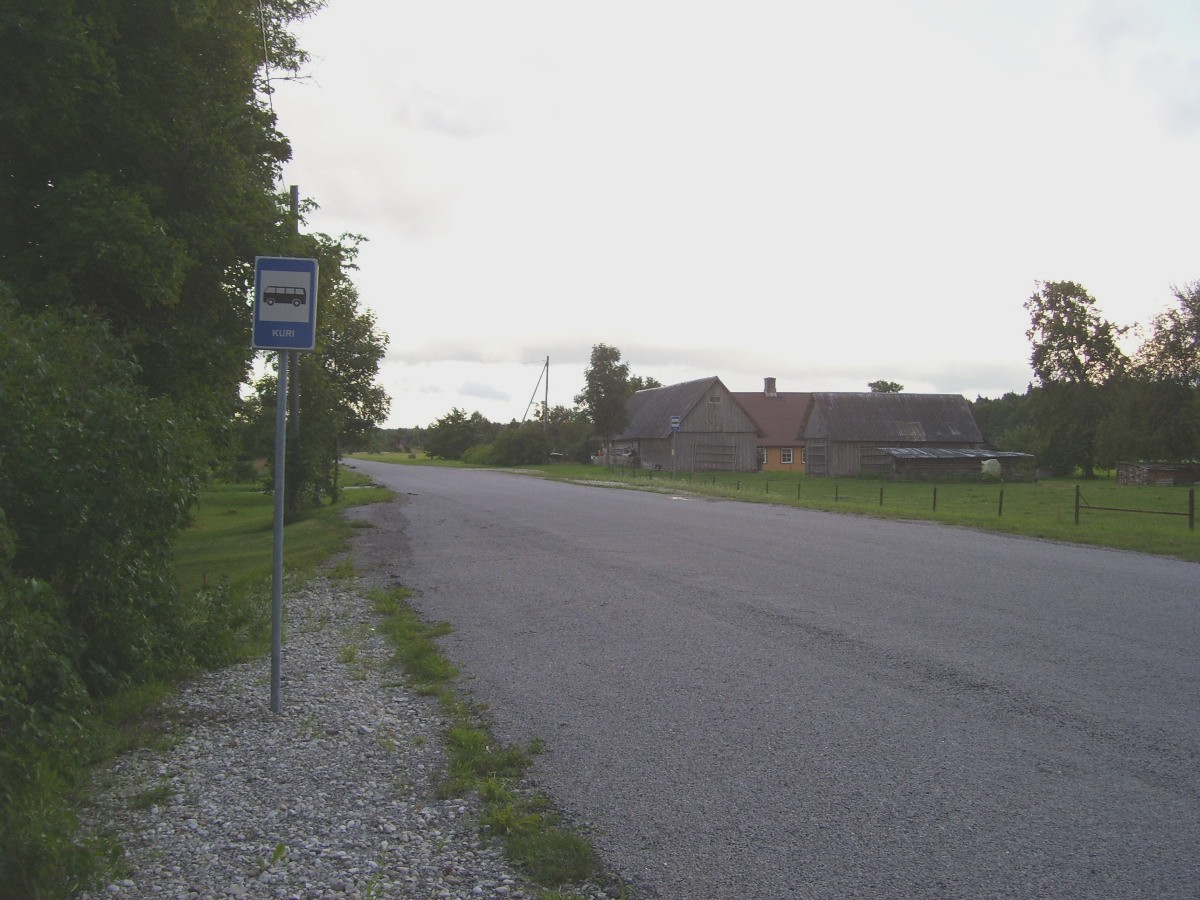
Bushalte in Kuri
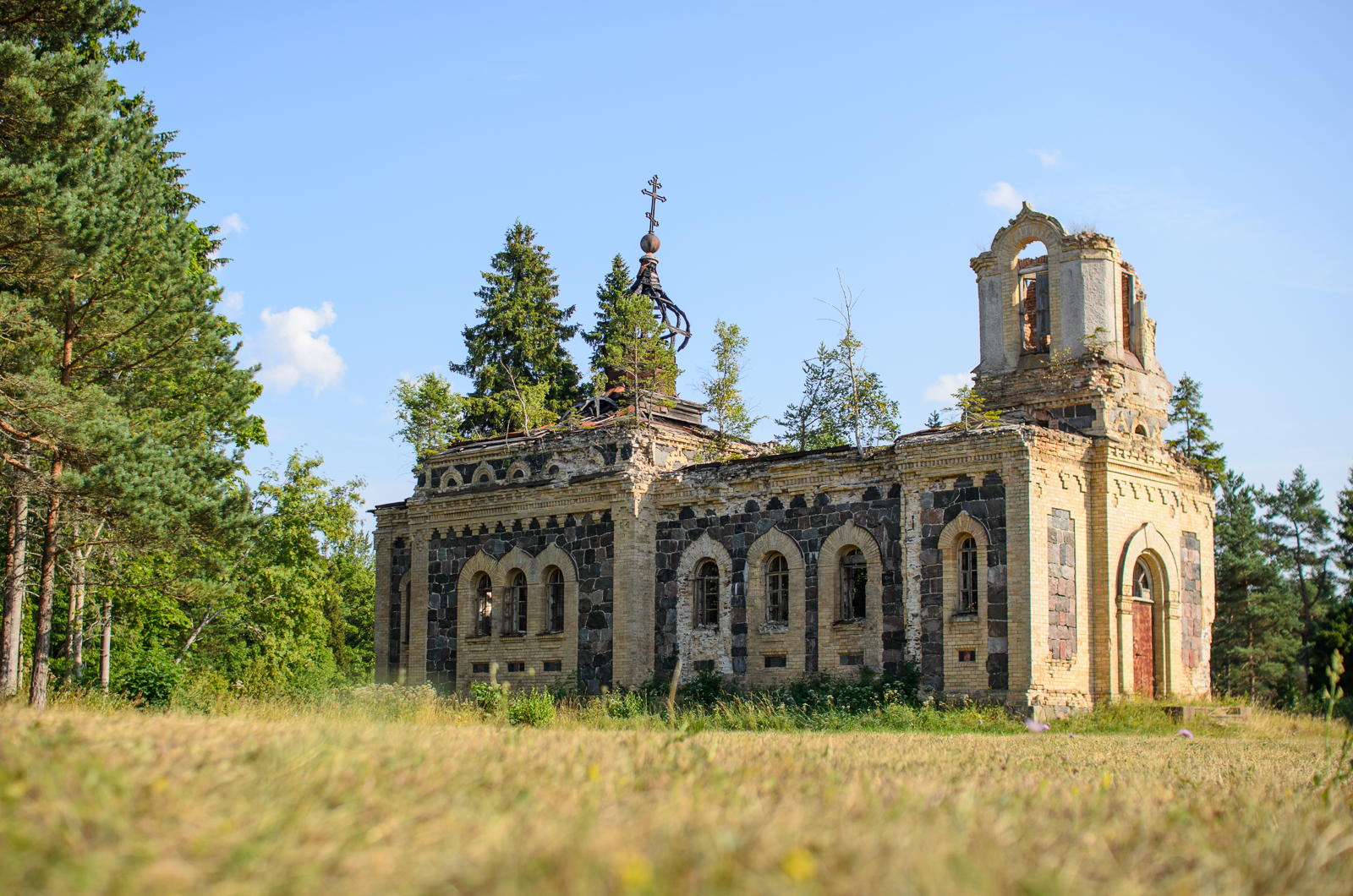
De ruïne van de orthodoxe kerk
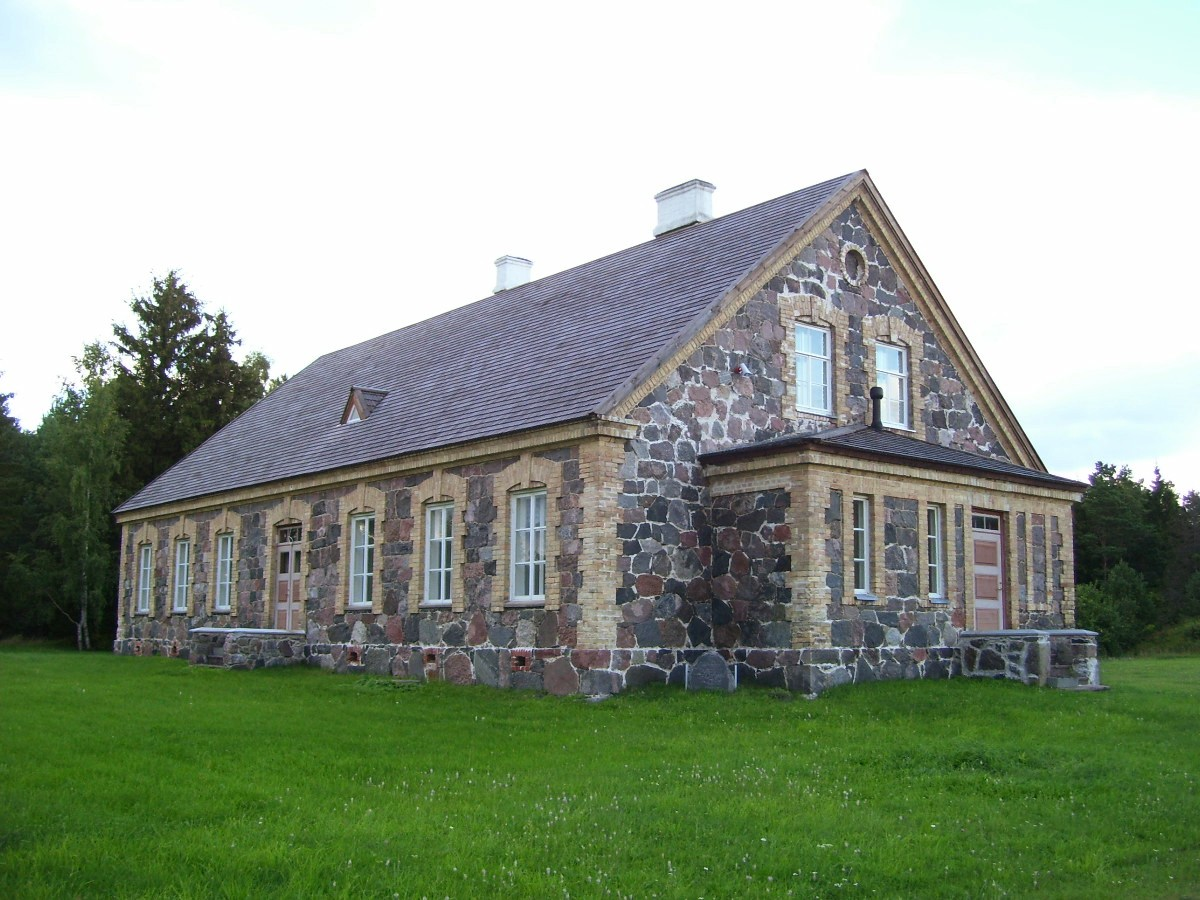
Schoolgebouw
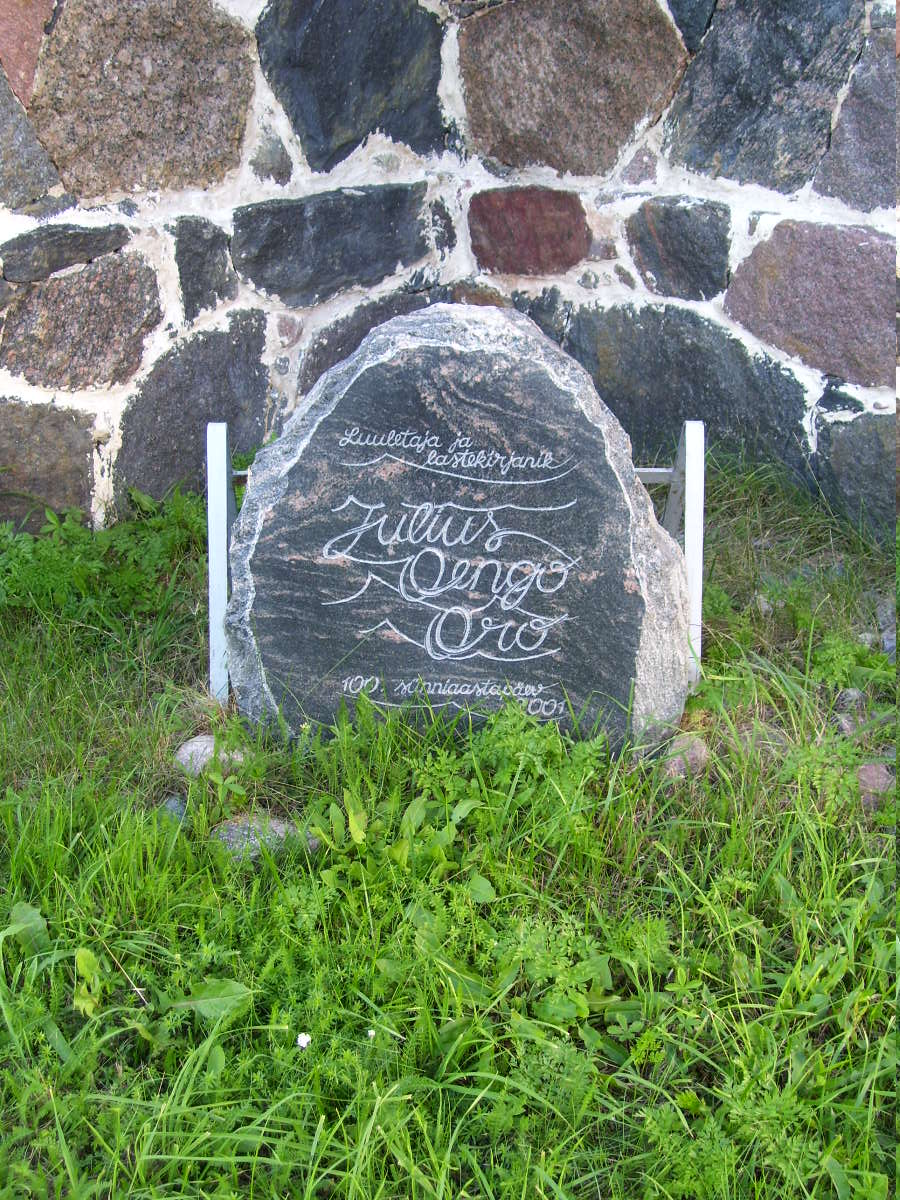
Gedenksteen voor de kinderboekenauteur Julius Oengo bij de school
Het kerkhof van Kuri
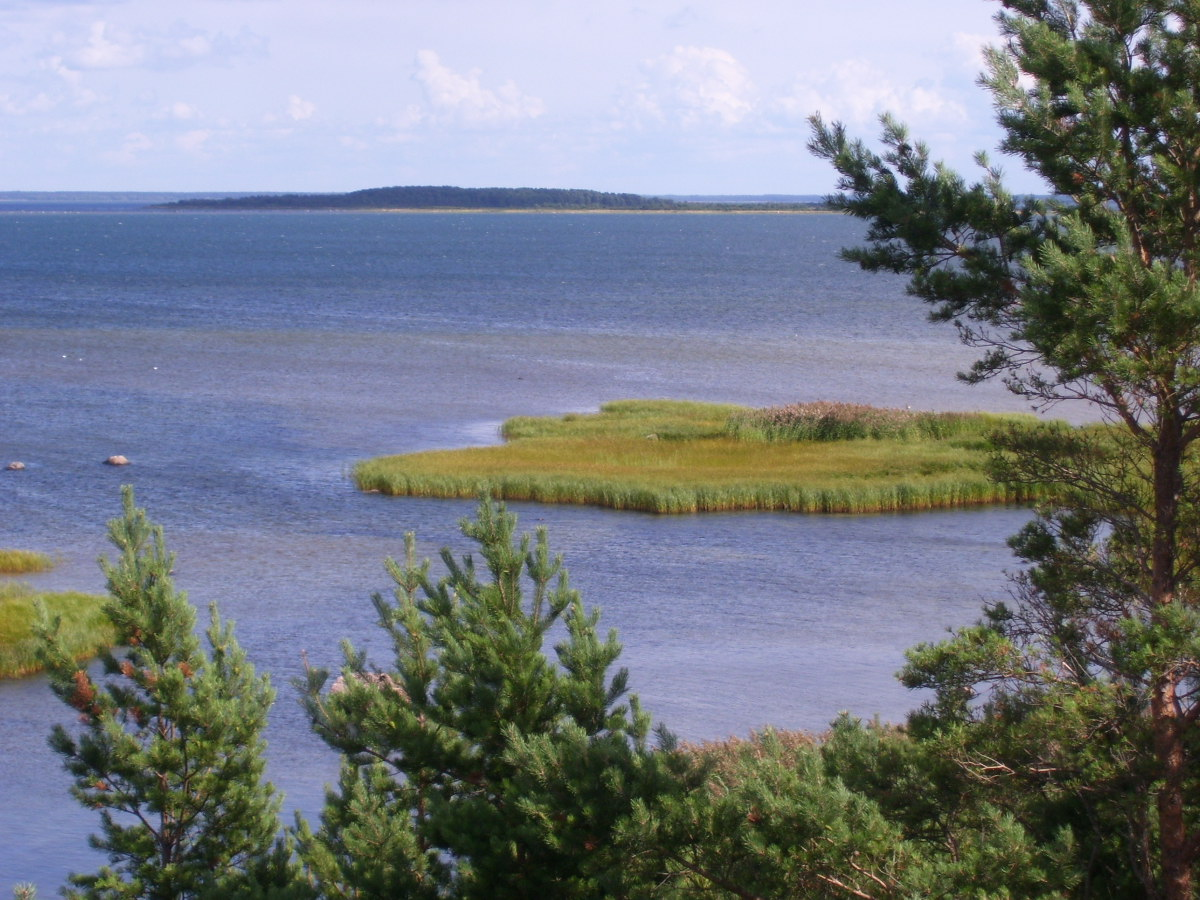
Uitzicht op Kadakalaid vanaf een uitkijktoren in Sääre